# Dicranomyia (Dicranomyia) andicola
Dicranomyia (Dicranomyia) andicola is een tweevleugelige uit de familie steltmuggen (Limoniidae). De soort komt voor in het Neotropisch gebied.